# Teddy Robin
Teddy Robin, de son vrai nom Kwan Wai-pang (關維鵬, né le 2 mars 1945), est un chanteur, acteur et réalisateur hongkongais.
Il commence sa carrière musicale dans les années 1960 au moment où la pop anglophone hongkongaise (en) est au sommet de sa popularité dans la colonie britannique et fonde un groupe appelé Teddy Robin and the Playboys (en). Il devient plus tard acteur, réalisateur, producteur et compositeur. Son neveu Kelvin Kwan est également chanteur à Hong Kong.

## Filmographie

### Comme acteur
| Année | Titre                                           | Rôle                        | Récompenses |
| ----- | ----------------------------------------------- | --------------------------- | --- |
| 2019  | A Lifetime Treasure                             |                             | |
| 2013  | Tales from the Dark 2                           |                             | |
| 2013  | Doomsday Party                                  |                             | |
| 2011  | ICAC Investigators 2011                         |                             | |
| 2010  | Merry-Go-Round                                  |                             | |
| 2010  | Gallants                                        | Ben Law                     | Hong Kong Film Critics Society Awards du meilleur acteur Hong Kong Film Award du meilleur acteur dans un rôle secondaire |
| 2010  | Détective Dee : Le Mystère de la flamme fantôme | Wang Lu (après le lifting)  | |
| 1995  | Hong Kong Graffiti                              | Johnny K                    | |
| 1993  | Temptation of a Monk                            |                             | |
| 1992  | Cageman                                         | Tong Sam                    | |
| 1992  | Double Dragon                                   | Tyson                       | |
| 1991  | Great Pretenders                                | Mr. Giant                   | |
| 1991  | The Banquet                                     |                             | |
| 1990  | To Spy with Love                                | Terry                       | |
| 1988  | The Eighth Happiness                            | le mari de Hsiu-fang        | |
| 1988  | Three Against the World                         | Cho Fei-fan                 | |
| 1987  | Kino Countdown                                  | Huge Ben                    | |
| 1987  | La Légende de la perle d'or                     |                             | |
| 1985  | Working Class                                   | Hing                        | |
| 1985  | Lifeline Express                                |                             | |
| 1985  | Run, Tiger, Run                                 | Teddy Shit                  | |
| 1984  | Banana Cop                                      | Chiu Din-Boh/Ping Pong Ball | |
| 1983  | All the Wrong Spies                             | l'inspecteur Teddy Robin    | |
| 1982  | It Takes Two                                    |                             | |
| 1981  | All the Wrong Clues for the Right Solution      | l'inspecteur en chef Robin  | |
| 1970  | The Price of Love                               | Wu Yu Sheng                 | |

### Comme réalisateur
| Année | Titre                       | Récompenses                                           |
| ----- | --------------------------- | ----------------------------------------------------- |
| 1988  | Women Prison                |                                                       |
| 1995  | Hong Kong Graffiti          |                                                       |
| 1990  | Shanghai, Shanghai          |                                                       |
| 1987  | La Légende de la perle d'or |                                                       |
| 1983  | All the Wrong Spies         | Nommé au Hong Kong Film Award du meilleur réalisateur |

### Comme compositeur
| Année | Titre                          | Récompenses |
| ----- | ------------------------------ | --- |
| 2019  | Jade Dynasty                   | |
| 2012  | Le Mystère des balles fantômes | |
| 2010  | Gallants                       | Hong Kong Film Award de la meilleure bande originale                                                                        |
| 2009  | Permanent Residence            | |
| 1996  | Black Mask                     | |
| 1995  | Great Adventurers              | |
| 1995  | The Private Eye Blues          | |
| 1995  | Hong Kong Graffiti             | Nommé au Hong Kong Film Award de la meilleure musique de film                                                               |
| 1993  | Full Contact                   | |
| 1993  | Miss Butterfly                 | |
| 1993  | Lady Super Cop                 | |
| 1991  | Legend of the Brothers         | |
| 1990  | Shanghai, Shanghai             | |
| 1990  | To Spy with Love               | |
| 1989  | Bloody Brotherhood             | |
| 1988  | Tiger on Beat                  | |
| 1988  | Three Against the World        | |
| 1988  | As Tears Go By                 | |
| 1987  | City on Fire                   | Nommé au Hong Kong Film Award de la meilleure bande originale Nommé au Hong Kong Film Award de la meilleure musique de film |
| 1986  | Till Death Do We Scare         | Nommé au Hong Kong Film Award de la meilleure musique de film                                                               |
| 1983  | Mad Mission 2                  | Nommé au Hong Kong Film Award de la meilleure bande originale                                                               |
| 1983  | All the Wrong Spies            | Nommé au Hong Kong Film Award de la meilleure bande originale                                                               |
| 1982  | Mad Mission                    | |
| 1981  | Chasing Girls                  | |
| 1980  | The Saviour                    | |
| 1970  | The Price of Love              | |